# 麥迪遜 (加利福尼亞州)
麥迪遜（英語：Madison）是位於美國加利福尼亞州優洛縣的一個人口普查指定地區。

## 地理
麥迪遜的座標為38°40′46″N 121°58′06″W / 38.67944°N 121.96833°W，而該地最高點為海拔高度46米（即151英尺）。

## 人口
根據2010年美國人口普查的數據，麥迪遜的面積為4.007平方千米，當中陸地面積為4.007平方千米，而水域面積為0.000平方千米。當地共有人口503人，而人口密度為每平方千米125人。